# National Press Photographers Association
National Press Photographers Association (NPPA, Národní asociace novinářských fotografů) je profesionální organizace založená v roce 1947. Společenství se zaměřuje na rozvoj fotožurnalismu, uznávání a respektování veřejných práv, práva na svobodu v hledání pravdy a právo na informování pravdivě a celkově o veřejných událostech a světě, ve kterém žijeme. NPPA věří, že žádná zpráva nemůže být kompletní, pokud je možné vylepšit nebo vyjasnit význam slov. Věří, že snímky mají být použité k zobrazení nových událostí tak, jak se skutečně udály, mají ilustrovat novinky tak, jak se staly, nebo pomáhat vysvětlit cokoliv, co je ve veřejném zájmu, jsou nepostradatelným prostředkem pro udržování přesně informované veřejnosti a pomáhají všem lidem, mladým i starým, lépe pochopit jakýkoliv předmět veřejného zájmu. NPPA zaručuje, že fotožurnalisté za všech okolností udrží nejvyšší standard etických zásad při službě pro veřejné blaho.

## Etický kodex
Společnost vydala Etický kodex fotografů:
1. Praxe fotožurnalismu, ať už vědecká nebo umělecká, si zaslouží ty nejlepší myšlenky a úsilí těch, kteří si ji vybrali jako svou profesi.
2. Fotožurnalismus poskytuje služby veřejnosti, které se rovnají některým jiným povoláním, a všichni členové této profese by měli svým příkladem a vlivem udržovat vysoký standard a etický postoj bez jakéhokoliv váhání.
3. Každý fotožurnalista má povinnost za všech okolností usilovat o snímky, které informují pravdivě, čestně a objektivně.
4. Jako žurnalisté věří, že jejich největším nástrojem je spolehlivost. V dokumentárním fotožurnalismu je nesprávné obsah fotografií jakýmkoliv způsobem upravovat (elektronicky nebo v temné komoře), a tím pádem klamat veřejnost. Věří, že směrnice pro férové a pravdivé zpravodajství by měly být kritériem pro posuzování toho, co může být s fotografií provedeno.
5. Pozměnění fotografie v jakékoliv podobě je podstatným, avšak nepravdivým výkazem, který vede k mystifikaci čtenáře a jakékoliv podobné změny jsou zavrhovány.
6. Je povinností povzbuzovat a pomáhat kterémukoliv členovi této profese, individuálně nebo kolektivně, aby byla kvalita práce pozvednuta na vyšší úroveň.
7. Povinností každého fotožurnalisty je pracovat na udržení všech svobod tisku chráněných zákonem a pracovat na ochraně a expanzi myšlenky volně přístupných zdrojů novinek a vizuálních informací.
8. Žádný etický kodex nemůže předvídat všechny situace, tudíž je nutný selský rozum a dobrý odhad pro dodržování etických principů.